# Міорица (балада)
«Міорица», або «Міориця» (рум. Mioriţa — ягничка) — відома молдовська й румунська народна чабанська балада. Створена в глибокій давнині, прославляє моральні якості народу. Найбільша пам'ятка молдовської ліроепічної народної поезії. «Міорица» посіла цілком особливе місце у свідомості румунського народу, в літературі й культурі. За кількісттю записів вона в десятки, в сотні разів перевищує будь-який інший твір румунського фольклору.

## Сюжет
Два пастухи — угорець й вранчанин, тобто виходець з Вранчі, через заздрість змовилися вбити чабана молдованина бо він живе багато, має великі отари овець. Вівця Міориця попереджає свого пастуха, що його змовилися вбити інші пастухи. Пастух просить, якщо це станеться, поховати його біля улюбленого стада, а матері переказати, що він не помер, а одружився.

## Історія
Перший запис балади було зроблено у 1846 році поетом і публіцистом А. Руссо у монастирі Собежа, де він перебував на засланні. А. Руссо відправив її письменнику й фольклористу В. Александрі, який опублікував її у газеті «Bucovina» («Буковина», Чернівці, № 11, суббота, 18 лютого 1850 року) у розділі румунських народних пісень під назвою «Mieoara». Текст було передруковано В. Александрі 28 серпня 1850 року у двотижневому «Zimbrul» (Ясси). У 1852 р. В. Александрі включив баладу «Міорица» у видання «Poesii poporale. Balade (Cântece păstoreşti)» («Народна поезія. Балади (пасторальні пісні)»). У 1859 році в Пешті вийшла друком збірка «Poezia populară. Colinde», зібрана й впорядкована А. М. Марієнеску. Одна з колінд в ній носить назву «Judecata păstorilor» («Пастуший суд»), яка є варіацією «Міоріти» і виявляється схожою на тексти, що побутують на північному заході Трансильванії.

## Переклади
У 1854 році Жуль Мішле опублікував в Парижі перший переклад балади іноземною, — французькою — у виданні «Légendes démocratique du Nord». У збірці перекладів «Miorița străbate lumea», що вийшла друком у 2001 році, вміщено переклади французькою, італійською, німецькою, англійською, українською, польською, словенською, грецькою, литовською, угорською, японською, арабською, російською й сербською мовами.

## Галерея
|                                                           |
| Радянська марка, присвячена молдовській баладі «Міорица». |

|                                                        |
| Два рядка з «Міорици» у білому колі на купюрі 100 лей. |

## Дотичні факти
- За мотивами балади румунський композитор С. Тодуце у 1959 році написав ораторію.
- У репертуарі гурту Здоб Ші Здуб є сингл «Mioriţa», виданий 2004 року.